# Revista de l'Alguer
La Revista de l'Alguer (Rivista di Alghero; fino al terzo volume col sottotitolo "Periòdic de cultura dels Països Catalans"  e dal quarto in poi con quello "Anuari acadèmic de cultura catalana") è stato un annuario scientifico multidisciplinare algherese scritto in lingua catalana, creato e diretto dal poeta e linguista Rafael Caria e pubblicato fra il 1990 e il 1999 dal Centre de Recerca i Documentació Eduard Toda. Non tutti gli articoli, comunque, erano in catalano: parecchi erano pubblicati in italiano, secondo le preferenze linguistiche dell'autore.
Le ricerche che pubblicava spaziavano in ventidue campi scientifici diversi, dall'antropologia alla toponomastica, passando per la filologia, la filosofia, il folklore, la pedagogia e la musica. La pubblicazione ha potuto contare sulla collaborazione di più di settanta ricercatori italiani, catalani e di altri paesi d'Europa e d’America. 
Il comitato scientifico fu formato inizialmente da Joan Ainaud de Lasarte, Bruno Anatra, Antoni Maria Badia i Margarit, Joan Bastardas, Jordi Carbonell, Enric Casassas, Luisa D’Arienzo, Antoni Ferrando, Ramon Folch i Guillèn, Emili Giralt, Giuseppe Grilli, Josep Maria Llompart, Francesco Manconi, Josep Massot i Muntaner, Joan Peana, Vicent Pitarch, Matilde Salvador, Miquel Tarradell, Franca Valsecchi, Francesc Vallverdú, Joan Veny e Pere Verdaguer, ai quali si aggiunsero successivamente, in diversi momenti, August Bover, Renzo Chessa, Ignazio Delogu e Giovanni Lobrano. Oltre a Rafael Caria, il comitato di redazione ha contato, nel tempo, su Joaquim Arenas, Andreu Bosch, August Bover, Renzo Chessa, Carles Duarte, Àngels Massip, Maria Pilar Perea Sabater, Aldo Sari e Anna Segreti; la segreteria di redazione, dal canto suo, era composta da Giannella Bilardi, Esteve Campus e Filly Chessa, più Annamaria Caria dal terzo volume e Roberto Pinto nell'ultimo.
La pubblicazione e la distribuzione della rivista ha avuto il sostegno costante del Comune di Alghero e della Generalitat de Catalunya, nonché in diversi anni, del Banco di Sardegna, della Regione Autonoma della Sardegna e dell'Azienda Autonoma di Soggiorno e Turismo di Alghero.